# Nalla Tan
Nallammah "Nalla" Ruth Tan (nascida Navarednam 12 de Maio de 1923 – 27 de Março de 2012) foi uma médica de Singapura, advogada dos direitos das mulheres e escritor. Ela é conhecida por iniciar a defesa da educação sexual pública e da educação sobre a saúde na Singapura. Ela também era conhecida pelos seus poemas e contos escritos.

## Biografia
Tan nasceu Nallammah Navarendam em 12 de Maio de 1923, em Ipoh. Os pais de Tan eram professores e ela foi o quarto dos seis filhos. Tan frequentou a Escola de Raparigas Metodista, em Ipoh. Ela se formou na Universidade da Malásia, em 1952, com um grau de bacharel em Medicina. Tan disse ao The Straits Times em 1984 que, a princípio, ela queria ser advogada, mas escolheu a medicina porque não havia faculdade de direito na escola naquela época.
Depois da escola, ela tornou-se num oficial de saúde do governo e, mais tarde, um funcionário administrativo para o Ministério da Saúde. Na década de 1960, ela defendia a introdução da educação sexual e da educação sobre saúde nas escolas. Tan seria, mais tarde, a cabeça da Comissão da Associação Médica que organizaria o primeiro programa de saúde pública, em Singapura.
Entre 1967 e 1971, ela foi a presidente da Faculdade Eusoff, que foi parte da Universidade de Singapura. Tan foi também um membro do corpo docente da universidade. Durante a década de 1970, começou a escrever colunas em jornais e discursos contra a discriminação de género. Ela trouxe a ideia de criar um departamento do governo denominado "Assuntos das Mulheres". Em 1975 Tan, juntamente com Chan Choy Siong e Lim Kim Choo, foram reconhecidos com os Prémios Mulheres Impressionantes por seu trabalho em nome dos direitos das mulheres em Singapura.
Tan obteve o seu doutorado em medicina em 1975. No ano seguinte, ela foi promovida a professor associado na universidade. Tan tornou-se um membro da faculdade de Medicina Comunitária do Royal College of Physicians, em 1978 e, cinco anos mais tarde, tornou-se um fellow. Quando ela se aposentou da universidade, ela dirigiu uma clínica privada em sua casa durante vários anos.
Tan serviu no Conselho Metodista Mundial (WMC) Presidium, entre 1976 a 1981 e no WMC Comité da Vida Familiar, entre 1976 e 1991. Ela foi a primeira pessoa de Singapura a ser eleita para a Mesa. Ela foi premiada com a Honorável Ordem de Jerusalém pelo seu trabalho no conselho e dentro da comunidade metodista.
Tan começou a apresentar sintomas de doença de Alzheimer no início da década de 2000. Acabou por falecer no Hospital Tan Tock Seng, no dia 27 de Março de 2012, após sofrer uma infecção no tórax que se desenvolveu em pneumonia. Em 2015, Tan foi colocada no Corredor da Fama das Mulheres de Singapura.